# بلندگوهای افسانه‌ای
بلندگوهای افسانه‌ای یک مجموعه تلویزیونی محصول سال ۱۳۸۷ به کارگردانی، نویسندگی محمد رحمانیان و تهیه‌کنندگی مهدی شایقی حق می‌باشد که از شبکه دو پخش شد. این مجموعه در ۲۶ قسمت تهیه شد اما تنها ۱۲ قسمت آن در ایام تعطیلات نوروزی از شبکه یک پخش شد و قسمت‌های باقی مانده به دلایلی نامعلوم، کنار گذاشته شد. 

## بازیگران
- سحر ولدبیگی
- خسرو احمدی
- علی عمرانی در نقش سعید فصیح
- زهره مجابی
- افشین هاشمی
- بهرام ابراهیمی
- علیرضا جوشقانی
- وحید کی احمدی
- محمدباقر تمیمی
- علیرضا آتش نفس
- محمد صادقی یزدانی
- محمدمهدی طالب زاده
- امیرحسین پرویزی

بازیگران عروسکی
- سینا رازانی
- امید زارع